# جهاز حلزوني كبير

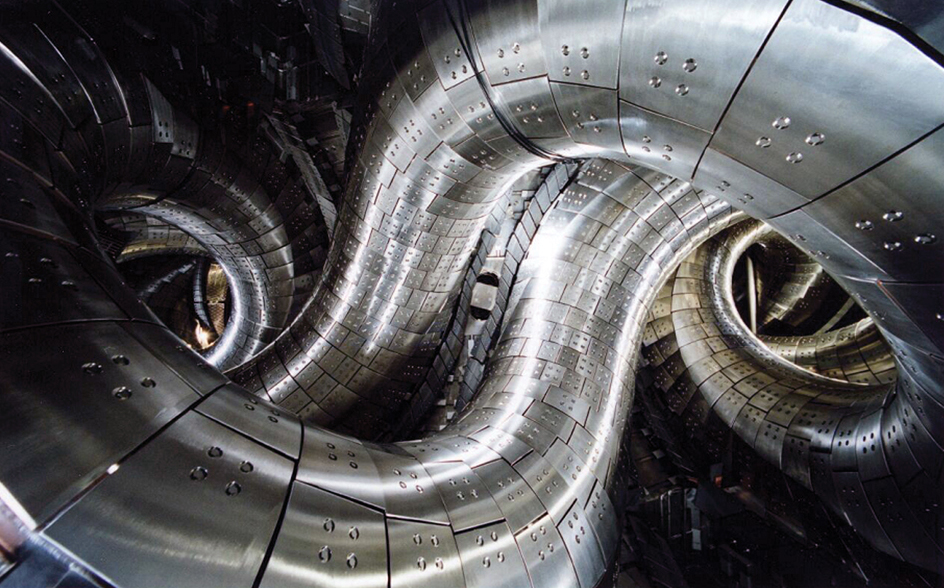
داخل الجهاز الحلزوني الكبير الياباني (LHD)، المصمم لاختبار حبس اندماج البلازما.

الجهاز الحلزوني الكبير (اختصارًا LHD) هو جهاز بحث اندماج نووي في توكي ، جيفو، اليابان، ينتمي إلى المعهد الوطني لعلوم الاندماج. إنه ثاني أكبر جهاز نجمي فائق التوصيل في العالم، بعد مفاعل ويندلشتاين 7 إكس . يستخدم هذا الجهاز مجالًا مغناطيسيًا هيليوترون تم تطويره في الأصل في اليابان. وهذا يجعل من الممكن من حيث المبدأ تكوين أقفاص خطوط الحقل ثابتة مؤقتًا عند شدة مجال مغناطيسي عالية. ومن الناحية العملية، تقتصر التجارب على حوالي نصف ساعة من التشغيل. هذه الفترة الزمنية كافية لتوضيح بعض الأسئلة التكنولوجية الخاصة بمفاعل إمداد طاقة الاندماج ، مثل ITER أو DEMO.
الهدف من المشروع هو إجراء أبحاث حصر بلازما الاندماج وجعلها في حالة مستقرة من أجل إيجاد الحلول الممكنة للمشاكل الفيزيائية والهندسية في مفاعلات البلازما ذات  اللولب الحلزوني. يستخدم الجهز الحلزوني الكبير في حقن شعاع جسيمات محايد، وأيون سيكلوترون بتردد راديوي (ICRF)، وتسخين برنين سيكلوترون للكترونات (ECRH) لتسخين البلازما، مثل طريقة التوكاماك التقليدية.

## التاريخ
- تم الانتهاء من التصميم عام 1987
- بداية الإنشاء 1990
- عمليات البلازما من 1998
  - تم استخدام حقن شعاع محايد 3 ميغاواط في عام 1999.[1]
  - في عام 2005، حافظت التجربة على البلازما لمدة 9و3 ثانية.[2]
- في عام 2006 تمت إضافة مبرد هيليوم جديد. باستخدام المبرد الجديد، بحلول عام 2018، تم تحقيق ما مجموعه 10 عمليات طويلة الأجل، ووصلت إلى مستوى طاقة قصوى يبلغ 11.833 كيلو أمبير.[3]
- للمساعدة في قبول الجمهور العام، تم تصميم نظام العادم لالتقاط وتصفية التريتيوم المشع الذي تنتجه عملية الاندماج.[4]

## التكنولوجيا

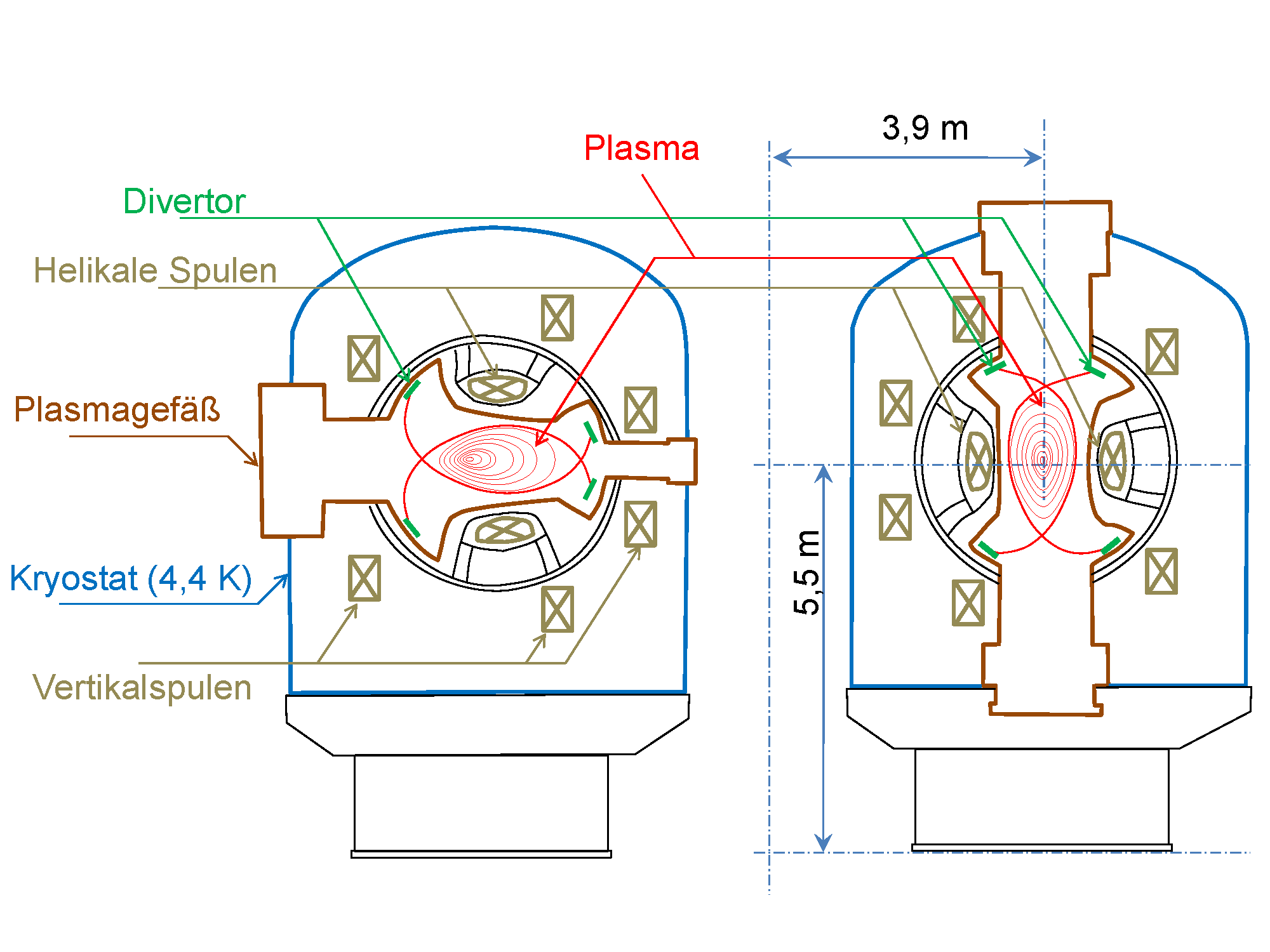
مقطع عرضي عمودي خلال LHD

مثل جميع أنظمة أبحاث الاندماج المغناطيسي، يتكون LHD من غرفة مفرغة حلقية يتم فيها تكوين بلازما. مسبقًا، يتم تفريغ غرفة التفاعل إلى حوالي واحد على عشرة مليارات من الضغط الطبيعي. ويبلغ القطر الخارجي لهذه الغرفة 7.8 متر. يبلغ قطر مساحة المقطع العرضي الرأسي 1.2 متر. وبالتالي فإن حجم البلازما يمكن مقارنته بآلة متوسطة الحجم تعتمد على مبدأ توكاماك، مثل ترقية ASDEX.
كميزة خاصة لمبدأ بناء LHD، مع دوران كامل وهمي للطارة، فإن المقطع العرضي الرأسي الإهليلجي سوف يدور عشر مرات - ويشكل هيليوترون. يؤدي هذا إلى إنشاء هندسة المجال المغناطيسي الحلزوني (على شكل لولبي). يصل المجال المغناطيسي إلى شدة مجال تبلغ 3 تسلا ، والتي يتم إنشاؤها بواسطة ملفين حلزونيين يحيطان بالأوعية المفرغة.

## الخصائص الفيزيائية للبلازما في LHD
أحد أساليب أبحاث الاندماج هو استنتاج آلات الاندماج بحجم المفاعل من تجارب أصغر. كما هو الحال مع تجارب نفق الرياح، يمكن استخدام تحليل الأبعاد لاستنتاج سلوك الأشياء بحجمها الأصلي. يوفر هذا الإجراء الجهد التجريبي ويسمح أيضًا بتقييم التجارب المختلفة فيما يتعلق بأهمية المفاعل.
فيما يتعلق بنصف قطر الدوران الجيروسكوبي الطبيعي، فإن LHD محدود لأنه أصغر حوالي عشر مرات من القطر اللازم لتشغيل مفاعل انتاجي اقتصادي. يعتمد هذا الحجم على حجم الآلات وقوة المجال المغناطيسي التي يمكن تحقيقها، وبالتالي لا يمكن تحسينه في عملية LHD.
بالإضافة إلى ذلك، حقق LHD التصادمات وبيتا البلازما في التجارب، والتي وصلت كل منها على حدة إلى ظروف المفاعل اللازمة. معًا، لا يتم تحقيق القيم المتعلقة بالمفاعل. الكمية التي تتضمن جميع المعلمات الثلاثة عديمة الأبعاد هي رقم رينولدز المغناطيسي. في LHD، يكون هذا عاملًا يبلغ 200 تقريبًا بعيدًا عن ظروف المفاعل الانتاجي (اعتبارًا من نهاية عام 2009).
إن قيم بيتا البلازما التي تم تحقيقها هي قيم قياسية لآلات الاندماج ذات الحبس المغناطيسي. وهنا تمكن LHD من تحقيق قيم متوسطة قدرها 5%. ومع ذلك، عند هذه القيم، يحدث أيضًا انخفاضا كبيرا في حجم البلازما، حيث يحدث تحول في البلازما نتيجة لارتفاع بيتا البلازما (تحول شافرانوف).
نظرًا لحجم LHD، فإن أوقات احتجاز الطاقة التي تم تحقيقها هي الأعلى على الإطلاق في تجربة النجوم. إذا تم أخذ حجم البلازما في الاعتبار، فإن أفضل حجز للطاقة لـ LHD يصل تقريبًا إلى ما توصلت إليه تجربة  Wendelstein 7-AS.
ومن الجدير بالذكر أيضًا بالنسبة لآلات الاندماج ذات الحبس المغناطيسي كثافة البلازما العالية التي تمكنت LHD من تحقيقها من خلال الاستخدام المستهدف لجسيمات بلازما الوقود التي تصل إلى  10‎21‎ في المتر المكعب. وهذه كثافة أكثر بكثير مما هو ممكن في تجارب الاندماج بناءا على طريقة آلة توكاماك.
ومع ذلك، تظل الأسئلة الأساسية حول الاستقرار وإزالة الوقود موضوعًا للبحث. ومع ذلك، واستنادًا إلى النتائج التجريبية، فقد تم اقتراح تشغيل مفاعل اندماجي يعتمد على مبدأ النجم النجمي بكثافات عالية جدًا. وهذا أمر جذاب لأن قوة الاندماج القابلة للاستخدام تزداد مع مربع كثافة البلازما وستكون هناك حاجة إلى درجات حرارة تشغيل أقل.
كانت إحدى النتائج المهمة لتجارب LHD هي إظهار أن بعض حالات عدم الاستقرار في الديناميكا المائية المغناطيسية في بلازما النجوم تكون أكثر اعتدالًا بكثير مما كان مفترضًا سابقًا بناءً على الحسابات النظرية. وينتج عن هذا مرونة أكبر لمبدأ النجم في تصميم المجال المغناطيسي

## روابط خارجية
- كبير المخططات موقع الجهاز الحلزوني نسخة محفوظة 15 أكتوبر 2011 على موقع واي باك مشين. جيدة (تستحق أرشفة الصفحة)
- بلازما النواة فائقة الكثافة في LHD. هاريس. 2008 16 شريحة. المتقدمة - وضع تضخم المؤتمر الوطني العراقي وخيارات التطوير المستقبلية